# Phaedyma melaleuca
Phaedyma melaleuca är en fjärilsart som beskrevs av Jean Baptiste Boisduval 1832. Phaedyma melaleuca ingår i släktet Phaedyma och familjen praktfjärilar. Inga underarter finns listade i Catalogue of Life.